# Jules Harmel
Jules Harmel OSB (* 18. Oktober 1908 in Forest/Vorst; † 8. April 1945 beim KZ-Außenlager Blankenburg-Oesig) war ein belgischer römisch-katholischer Geistlicher und Märtyrer.

## Leben
Roger-Paul-Jean-Marie Harmel wuchs als Sohn eines Straßenbahndirektors in Lüttich auf. Er war der ältere Bruder des Politikers Pierre Harmel. Er trat in den Benediktinerorden ein und erhielt den Ordensnamen Jules. 1932 wurde er zum Priester geweiht, studierte noch am Päpstlichen Athenaeum Sant’Anselmo in Rom und wurde 1937 Prior der Abtei Maredsous.
Wegen Widerstandsaktivitäten wurde er am 13. Juni 1944 festgenommen und kam über das Gefängnis Namur in das KZ Buchenwald und von dort in das KZ-Außenlager Blankenburg-Oesig. Am 6. April 1945 wurde das Lager evakuiert und die Insassen auf einen Todesmarsch geschickt. Pater Jules Harmel starb am 8. April an der Elbe bei Magdeburg durch Kopfschuss. Er war 36 Jahre alt.

## Gedenken
Am 14. Juni 1945 wurde in der  Basilika St. Martin in Lüttich ein Gedenkgottesdienst für ihn gehalten. In der Abteikirche Maredsous ist ihm ein Kirchenfenster gewidmet.